# Важозерский заказник
Важозерский заказник — государственный ландшафтный монастырский заказник в Республике Карелии, особо охраняемая природная территория.

## Общие сведения
Заказник расположен в окрестностях посёлка Интерпосёлок на границе Пряжинского и Олонецкого районов.
Образован с целью сохранения природных комплексов в бассейнах Важозера и Рандозера, а также для обеспечения условий существования и развития монастырского хозяйства Важеозерского Спасо-Преображенского монастыря.
Заказник учреждён постановлением Совета министров Карельской АССР № 176 от 28 апреля 1994 года.